# Mc Nutt, Wyoming
Mc Nutt är en förort till staden Worland i den amerikanska delstaten Wyoming, belägen i Washakie County vid U.S. Route 20 omkring 5 kilometer sydväst om stadens centrum. Orten hade 278 invånare vid 2000 års folkräkning, då den räknades som census-designated place.